# Georges Brun (rugby à XV)
Pour les articles homonymes, voir Georges Brun et Brun.
 (avril 2013).
Si vous disposez d'ouvrages ou d'articles de référence ou si vous connaissez des sites web de qualité traitant du thème abordé ici, merci de compléter l'article en donnant les références utiles à sa vérifiabilité et en les liant à la section « Notes et références ».
Pas d'image ? Cliquez ici

a Compétitions nationales et continentales officielles uniquement.

b Matchs officiels uniquement.
Georges Brun, né le 23 décembre 1922 à Aix-les-Bains et mort le 2 janvier 1995 à La Tronche, est un joueur de rugby à XV qui a joué avec l'équipe de France et le CS Vienne évoluant principalement au poste d’arrière mais pouvant occuper également les postes de centre et d'ailier. Rapide, adroit, il fut l'un des premiers à s'intercaler dans la ligne de trois-quarts.

## Biographie
Georges Brun est un exemple sportif, athlète accompli et un gentleman sur les terrains[réf. nécessaire]. Il joue en club avec le CS Vienne après avoir fait ses classes avec le FC Aix-les-Bains dont il est capitaine à dix-sept ans. Il dispute son premier test match le 25 février 1950 contre l'équipe d'Angleterre et le dernier contre l'équipe d'Italie le 26 février 1953. Il est le créateur de l'École de Rugby du CS Vienne et du Lyon OU[réf. nécessaire]. Il devient arbitre et entraîne l'équipe du FC Grenoble[réf. nécessaire][Quand ?]. Il est successivement délégué sportif, sélectionneur national, vice président du Comité des Alpes (1970-1992) et vice-président du Comité Régional Olympique Rhône-Alpes[réf. nécessaire][Quand ?].

## Statistiques en équipe nationale
- 14 sélections
- Sélections par année : 2 en 1950, 3 en 1951, 6 en 1952 et 3 en 1953
- Tournois des Cinq Nations disputés : 1950, 1951, 1952 et 1953